# Frederik Hendrikplantsoen

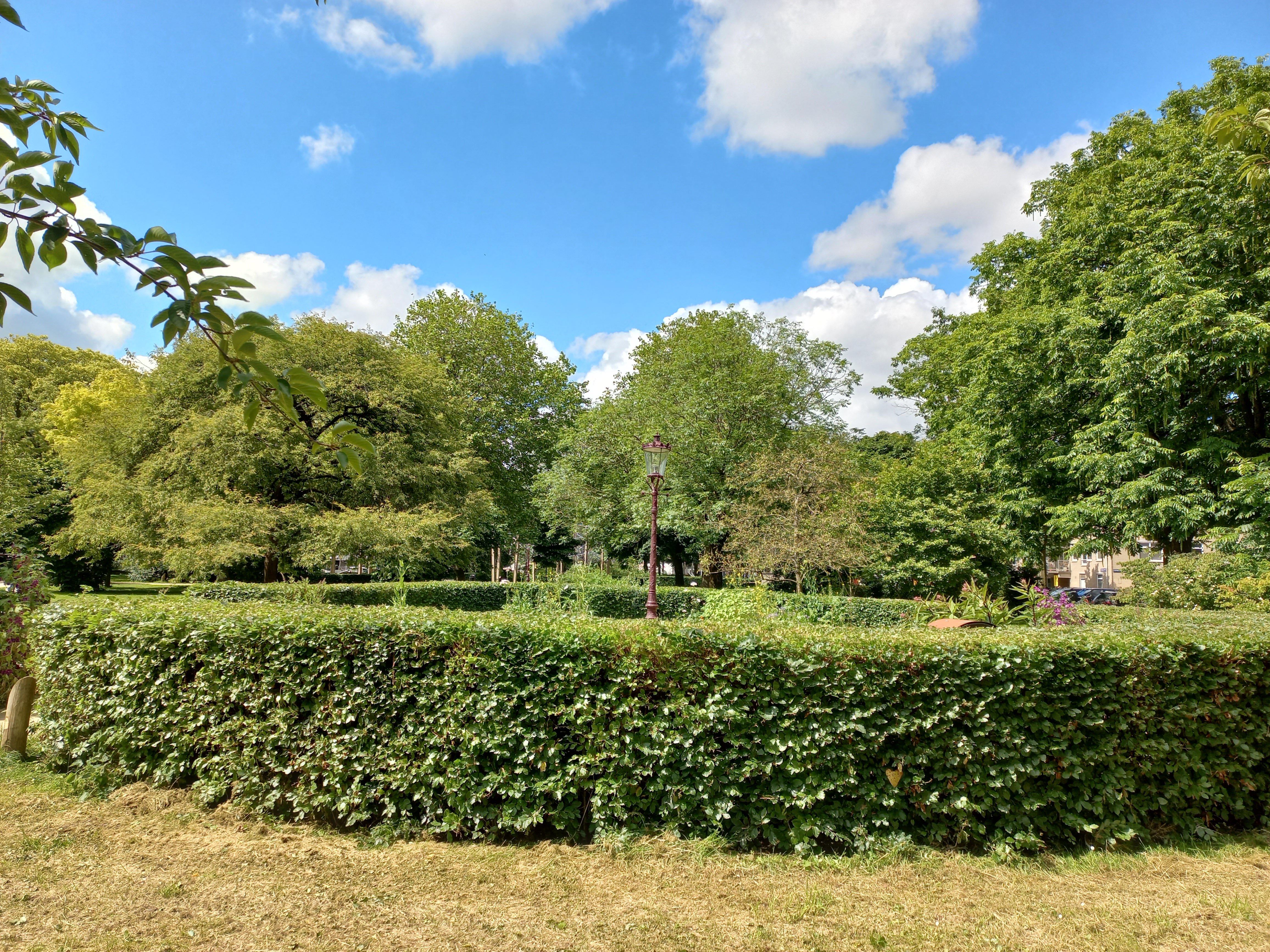
Noordelijk deel (juni 2024)

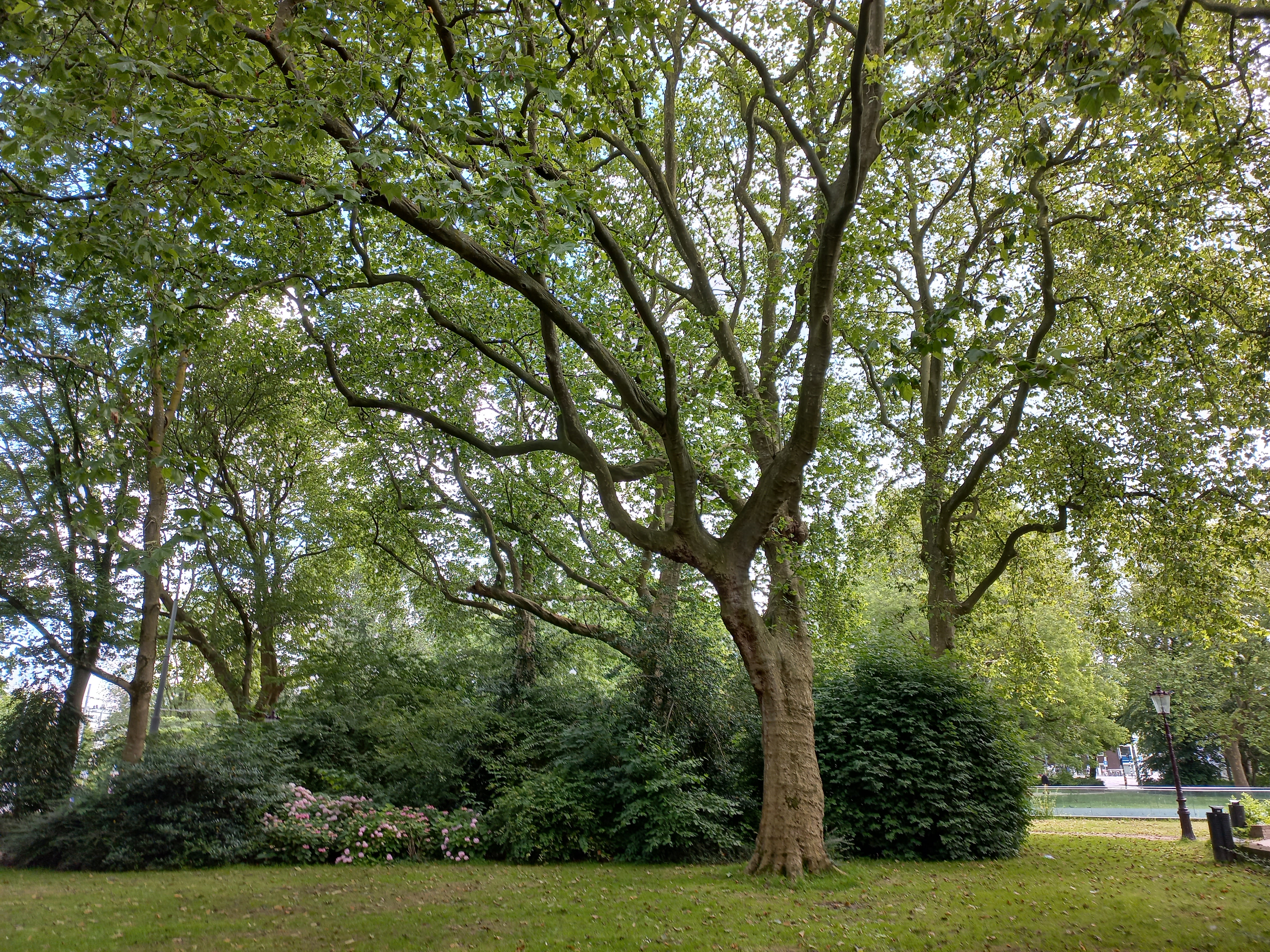
Zuidelijk deel (juni 2024)

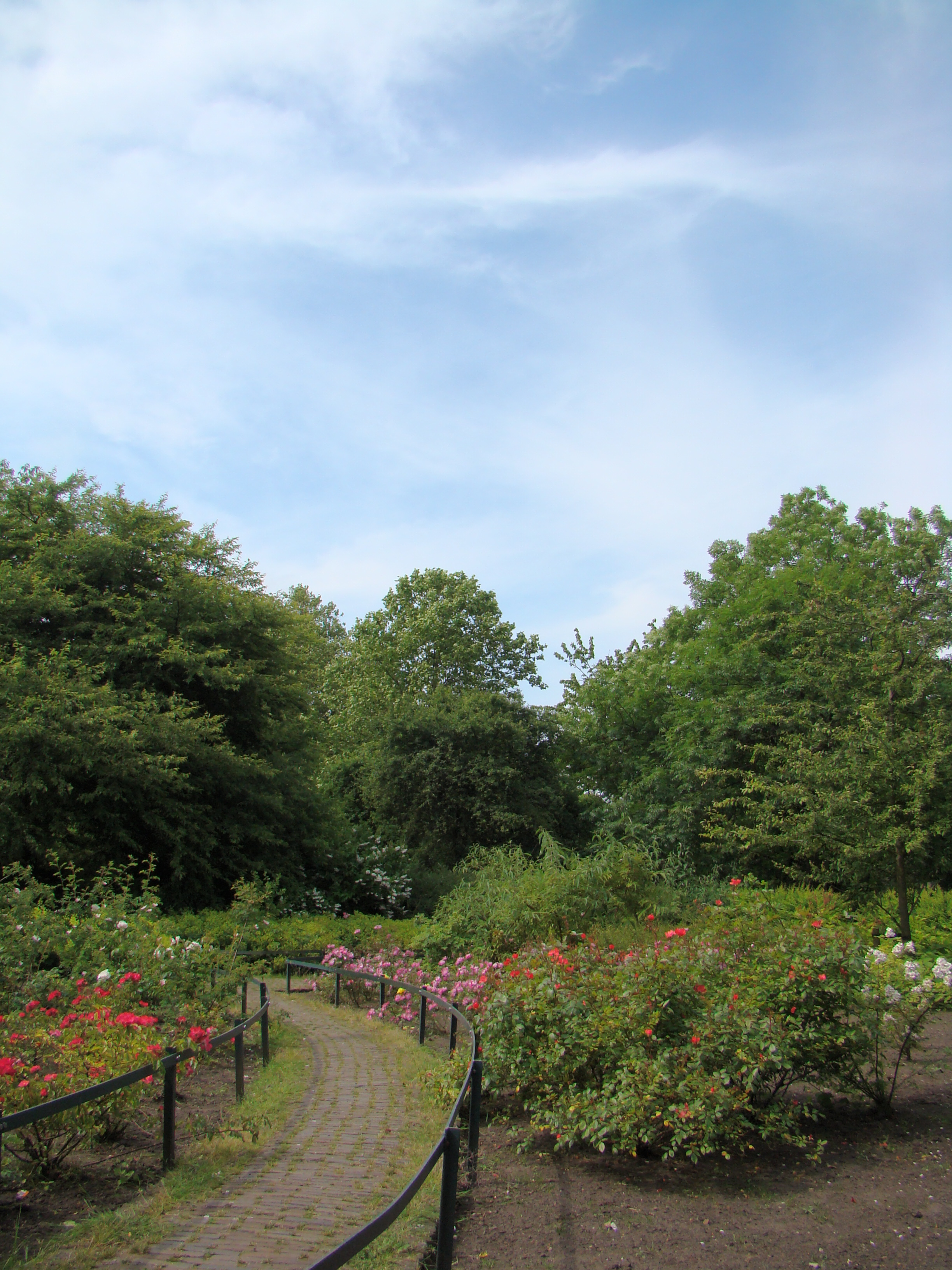
Wandelpad in het Frederik Hendrikplantsoen (2009)

Het Frederik Hendrikplantsoen is een plantsoen in Amsterdam-West, aan de rand van de Jordaan. Het plantsoen ligt in de Frederik Hendrikbuurt, aan de Frederik Hendrikstraat en de Nassaukade. De Kostverlorenstraat, de Amaliastraat, de Gerard Schaepstraat en de Lodewijk Tripstraat komen uit op het plantsoen.
Een verkeersweg met trambaan scheidt het noordelijk deel van het plantsoen van het zuidelijk deel. Aan de westzijde ligt een pleintje met oude bomen. De aan het plantsoen gelegen bebouwing bestaat voor een groot deel uit laat-19e en vroeg-20e-eeuwse huizen. Aan de noordwestzijde liggen twee, in de jaren tachtig door de architectenbureaus Lopes Cardozo en J. Nust ontworpen, blokken met etagewoningen.
De Zaagpoortbrug (brug nr. 161) verbindt het plantsoen met het Marnixplein. In het park staat nog een aantal waardevolle oude bomen, zoals een esdoorn uit 1947 en twee platanen uit 1910.
Het Cartesius Lyceum is gevestigd op nummer 7a. 

## Geschiedenis
Aan de Middenweg in de Zaagmolenbuurt, zoals men deze plek voor 1886 noemde, lag een groep zaagmolens; onder meer De Windhond (afgebroken tussen 1890-1900), De Bijl (verdwenen in 1897), De Kop (afgebroken in 1900), De Jager (afgebroken in 1907) en Het Luipaard (afgebroken juni 1931).
In 1886 werd het plein vernoemd naar Prins Frederik Hendrik van Oranje, zoon van Prins Willem van Oranje. In 1890 werd de naam Frederik Hendrikplantsoen. Het bestond toen uit een parkje en een rotonde.
De volkszanger Johnny Jordaan woonde jarenlang in een van de laat-19e-eeuwse huizen aan de rotonde met oude platanen.
In 2015 is het plantsoen opnieuw ingericht onder leiding van Buurt Sand & Co. De renovatie van het plantsoen is na veel buurtoverleg tot stand gekomen.

## Kunst
In de jaren vijftig had het plantsoen een speelplaats ingericht met speelobjecten van Aldo van Eyck, er waren duikelrekken, een zandbak en een tunnel. Net als bij andere speelgelegenheden op andere plekken en de stad, verdwenen deze toestellen in de loop der jaren. In 1965 werd in het plantsoen het beeld Droombeeld van Cephas Stauthamer geplaatst; het werd een geliefd speelobject. Tussen 1981 en 2013 stond hier bij het basketbalveld de plastiek Monument voor een verzonken stad van Berend Peter, dat in november 2013 is verplaatst naar het Erasmuspark. Na de herindeling in de periode 2012-2015 kreeg het plantsoen twee nieuwe beelden annex speeltoestellen. Er kwam het vijfdelige De stam van Joep van Lieshout, waarop gespeeld en gezeten kon worden. Carve maakte voor deze plek de Speelslinger Frederik Hendrikplantsoen, een loop –en klauterbrug.

## Openbaar vervoer
Tram 3, bus 18 en bus 21 staduitwaarts hebben een halte aan het plantsoen. Stadinwaarts heeft bus 21 een halte in de Kostverlorenstraat. Tram 5 heeft een halte op de Nassaukade nabij het plantsoen.
Tussen 1922 en 1927 was hier het kopeindpunt van tramlijn 13 en vanaf 1929 een eindlus van lijn 3. Tussen 1928 en 1944 reed tramlijn 23 via het plantsoen richting Marnixstraat. In 1951 werd lijn 3 via de Marnixstraat verlengd naar de Zoutkeetsgracht. Oorspronkelijk werd de lus met de klok mee gereden. Vanaf 1951 werd dit tegen de klok in. Tussen 1977 en 1982 was hier het eindpunt van tram 12. De keerlus kent een binnenlus richting Marnixplein en een  buitenlus richting Frederik Hendrikstraat en wordt sindsdien alleen gebruikt bij inkortingen en omleidingen.